# کوآن (دوره)
کوآن (به ژاپنی: 弘安 Kenji)؛ نام یک عصر تاریخی ژاپنی (نِنگُو) بود. این عصر بعد از کنجی (دوره) و قبل از شوئو (دوره) قرار داشت و از فوریه ۱۲۷۸ تا آوریل ۱۲۸۸ میلادی به طول انجامید. در طی این عصر امپراتور گو-اودا و سپس امپراتور فوشیمی امپراتورژاپن بودند.